# هاينز باور (ناشر)
هاينز باور (بالألمانية: Heinz Bauer)‏ هو ناشر ألماني، ولد في 28 أكتوبر 1939 في هامبورغ في ألمانيا.

## روابط خارجية
- هاينز باور على موقع مونزينجر (الألمانية)